# Какво направихме, за Бога?
„Какво направихме, за Бога?“ (на френски: Qu'est-ce qu'on a fait au Bon Dieu?) е френски филм от 2014 година, комедия на режисьора Филип дьо Шоврон по негов сценарий в съавторство с Ги Лоран.
В центъра на сюжета е семейството на консервативен провинциален нотариус, чиито четири дъщери последователно се женят за мъже от различни етнически малцинства. Главните роли се изпълняват от Кристиан Клавие, Шантал Лоби, Ари Абитан, Меди Садун, Фредерик Шо, Паскал Нзонзи.
„Какво направихме, за Бога?“ е търговски най-успешният френски филм за годината и получава награда „Люмиер“ за най-добър сценарий.